# Immortal Sergeant
Immortal Sergeant is een Amerikaanse oorlogsfilm uit 1943 onder regie van John M. Stahl. Destijds werd de film uitgebracht onder de titel Onsterfelijke sergeant.

## Verhaal
De Canadese korporaal Colin Spence krijgt tijdens de oorlog de leiding over zijn eenheid. De overgebleven soldaten zitten zonder water vast in de woestijn. Spence denkt terug aan zijn geliefde Valentine Lee.

## Rolverdeling
| Acteur            | Personage              |
| ----------------- | ---------------------- |
| Henry Fonda       | Korporaal Colin Spence |
| Maureen O'Hara    | Valentine Lee          |
| Thomas Mitchell   | Sergeant Kelly         |
| Allyn Joslyn      | Cassidy                |
| Reginald Gardiner | Tom Benedict           |
| Melville Cooper   | Pilcher                |
| Bramwell Fletcher | Symes                  |
| Morton Lowry      | Cottrell               |